# Corriere di Como
Corriere di Como è stato un quotidiano locale della provincia di Como. È stato pubblicato dal 1997 al 2021.

## Storia
Il primo numero del Corriere di Como è arrivato nelle edicole del territorio lariano il 19 ottobre 1997, abbinato al Corriere della Sera. Il primo direttore del quotidiano è stato Adolfo Caldarini, penna storica de La Notte, protagonista e grande animatore dell'emittenza locale con Espansione TV e Antennatre dei quali è stato, per dieci anni, responsabile del settore giornalistico.
Dall'aprile del 2000 la direzione è stata affidata a Mario Rapisarda. Nel 2007 il quotidiano comasco ha rinnovato grafica e formato ed è passato al colore.
In occasione di importanti eventi - soprattutto sportivi, culturali e di carattere economico - il giornale presentava inserti speciali. All'inizio di ogni mese pubblicava "Vivi Como", dedicato alle iniziative e manifestazioni proposte nel territorio lariano, lombardo e della vicina Svizzera. 
Nel 2020 l'Editoriale S.r.l. è entrata in crisi. L'ultimo numero del Corriere di Como è uscito il 16 novembre 2021.